# Datorspelsberoende

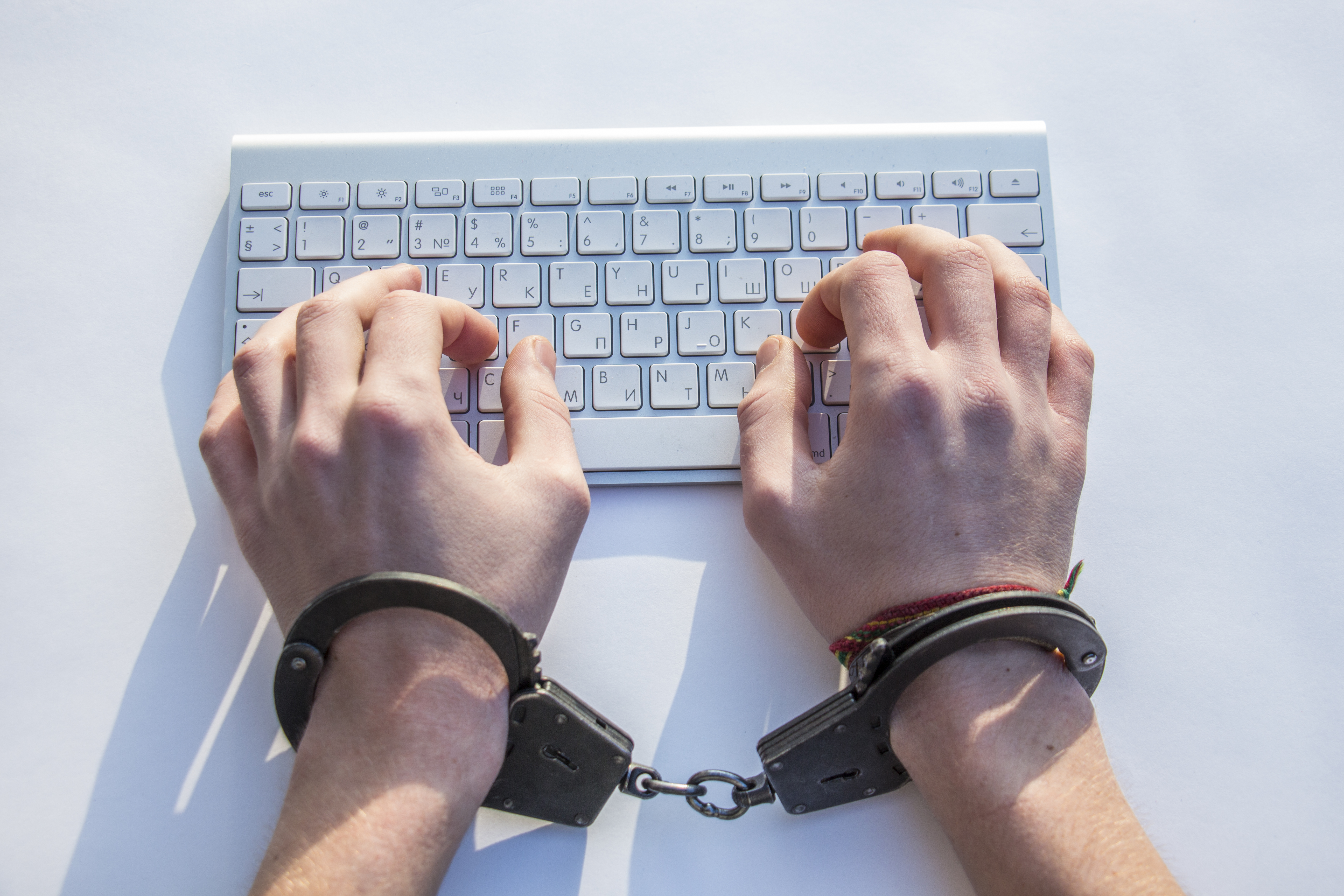
Datorspelsberoende.

Datorspelsberoende åsyftar ett överdrivet eller tvångsmässigt användande av dator- och TV-spel. I vissa fall rapporteras det om spelare som spelar tvångsmässigt, isolerar sig själva från social kontakt och fokuserar nästan helt på att uppnå mål i spelet snarare än i det verkliga livet. Den kanske mest noterade spelformen som förekommer i datorspelsberoende är MMORPG-spel som till exempel World of Warcraft. Detta på grund av att det är spel som inte har något slut.

## Överdriven användning
Kritiker menar att det saknas vetenskapligt stöd för begreppet datorspelsberoende och att det framförallt är olika behandlingscentrum som använder uttrycket. Istället anser man att ”överdrivet spelande” är en mer korrekt term, då man kan spela för mycket, men inte bevisligen blir beroende.
Överdriven användning av datorspel kan ha några eller alla av de symptomen som vid narkotikamissbruk eller ett annat för andra psykiska beroenden. Spelare kan spela många timmar per dag, störa sömnen för att spela och lida sömnbrist som en effekt är ytterst vanligt, spela på jobbet eller i skolan om det finns möjlighet är också väldigt lockande för en spelberoende. Relationer med familj och vänner och prestanda på jobbet eller i skolan drabbas ofta.

## Diagnos
Den första januari 2022 trädde ICD-11 i kraft internationellt, där datorspelsmissbruk ingår som en diagnos under namnet gaming disorder. Diagnosen beskrivs som överdrivet och svårkontrollerat spelande av videospel, och ställs i kontrast till hasardspel, som sedan tidigare varit en diagnos. ICD-11 har inte översatts och antagits av det svenska vårdsystemet än, så diagnosen gaming disorder kan i dagsläget inte sättas i svenska journalsystem.
Datorspelsmissbruk ingår inte som en diagnos i antingen DSM eller internationella systemet för klassificering av sjukdomar och hälsoproblem.
Men effekterna (eller symtom) på överanvändning av datorspel liknar andra psykologiska beroenden. Överanvändning av datorspel kan bli som spelmissbruk, en störd impulskontroll.
Under 2007 granskade det amerikanska psykologförbundet om datorspelsmissbruk borde läggas till i en nyare DSM (DSM-5, 2013), men slutsatsen var att det inte fanns tillräckligt med forskning eller bevis för att datorspelsmissbruk var en sjukdom. Vården har kommit att hantera problemet ändå.
2018 klassade Världshälsoorganisationen gaming disorder som en sjukdomsdiagnos. Detta efter att de sett ett allt större behov av behandlingar mot spelberoende. Klassningen som en egen diagnos mötte dock kritik från vissa håll då det ansågs riskera att spä på fördomar om spelvärlden och att datorspel genom klassificeringen klumpades ihop med spelberoende kring nätkasinospel.. Diagnosen har ännu inte fått en svensk översättning av Socialstyrelsen.

## Behandling
Vissa länder, såsom Sydkorea, Kina, Nederländerna och USA har svarat på det uppfattade hotet från datorspelsberoendet genom att öppna flera behandlingscenter. Forskning inom behandlingsområdet är fortfarande preliminär eftersom få tester och inga meta-analyser har utförts för att utvärdera behandlingen för denna typ av beroende. Som med andra typer av beroenden är den mest effektiva behandlingsmetoden en kombination av psykofarmaka, psykoterapi. Tolvstegsprogram har också visat sig lovande.

### Kina
Kinas regering har ett flertal kliniker för att behandla personer beroende av online-spel, chat och webb-surfning. Behandlingen av patienterna, som till stor del tvingats delta av föräldrar eller personer som jobbar för staten, inkluderar olika former av smärta eller obekvämlighet.
Kina introducerade också ett system mot onlinespelsberoende 2005 med syftet att minska beroendet genom att minska belöningarna i spelen efter tre timmars spel. Under 2006 ändrades begränsningarna så att användare över 18 år inte påverkades av begränsningarna. Rapporter visar dock att unga spelare letar upp sätt för att kringgå begränsningen.
Den kinesiska regeringen har satt igång en kampanj för att begränsa antalet timmar som tonåringar tillbringar med att spela onlinespel. Under nya regler från juli 2007 måste internetcaféer i Kina installera ett program som kräver att användare skriver in sitt ID-kortsnummer. Efter tre timmar ges spelare under 18 år en uppmaning att sluta och "utföra lämplig fysisk träning". Om de fortsätter så halveras alla poäng i spelet, och alla poäng raderas totalt om spelaren fortsätter i mer än fem timmar.

### Nederländerna
Under juni 2006 blev Smith and Jones-kliniken i Amsterdam den första behandlingskliniken i Europa att erbjuda ett behandlingsprogram för kompulsiva spelare.

### Sverige
I sammanlagt fyra fall har ungdomar blivit tvångsomhändertagna i Sverige enligt Lagen om vård av unga med anledning av datorspelsberoende (2007). I Sverige finns det behandlingshem och terapiverksamhet för datorspelsberoende, bland annat behandlingshemmet Game Over i Linköping och Dataspelsakuten i Stockholm. Datorspelsberoende är inte klassat som en egen sjukdom i Sverige.

### USA och Kanada
McLean Hospital i Belmont, Massachusetts har satt upp "Computer Addiction Services". På andra ställen kan spelare söka hjälp på generaliserade hjälpcenters för beroende. Vid ett sånt center i Richmond, British Columbia, Kanada, står överdrivet spelande för 80 % av en kurators arbetsbörda.
Online Gamers Anonymous formades 2002, och har ett tolvstegsprogram, självhjälp, samt organisation för stöd och återhämtning för spelare och deras nära och kära som lider av effekterna av överdrivet spelande. 